# Vicia galilaea
Vicia galilaea är en ärtväxtart som beskrevs av Plitmann och Michael Zohary. Vicia galilaea ingår i släktet vickrar, och familjen ärtväxter.

## Underarter
Arten delas in i följande underarter:
- V. g. faboidea
- V. g. galilaea